# Grange de Coudier
La grange de Coudier est une grange située à Ambazac, en France.

## Localisation
La grange est située dans le département français de la Haute-Vienne, sur la commune d'Ambazac.

## Historique
La grange de Coudier est construite au XIIe siècle. Elle dépend de l'Ordre de Grandmont. Après 1070, Gérard de Jau donna à l'abbaye de Solignac son manse de Coder (Coudier). En 1178, l'abbé de Solignac donna le lieu du Coudier aux moines du prieuré de Grandmont (qui deviendra abbaye en 1317). Vers 1220, Caturcin, neuvième prieur de Grandmont, ayant reçu d'Henri III Plantagenêt, fils de Jean sans Terre, droit de haute et basse justice, tient ses assises au Coudier. 
Le bâtiment est inscrit au titre des monuments historiques le 30 juin 1980. Il accueille spectacles et concerts.

## Description
La grange, de plan rectangulaire comportait deux rangées de onze piliers. Elle a été réduite du côté sud-sud-est (il ne reste plus que deux rangées de sept piliers). Le pignon nord-nord-ouest a dû être refait avant 1821.